# Hyperphrixus tattersalli
Hyperphrixus tattersalli là một loài chân đều trong họ Bopyridae. Loài này được Nierstrasz & Brender à Brandis miêu tả khoa học năm 1931.